# Mon Keulayu
Mon Keulayu is een bestuurslaag in het regentschap Bireuen van de provincie Atjeh, Indonesië. Mon Keulayu telt 1388 inwoners (volkstelling 2010).